# DNK polimeraza II
DNK polimeraza II (DNK Pol II ili Pol II) je prokariotska DNK polimeraza. Smatra se da ona učestvuje u popravci DNK.
Ovaj enzim je težak 90 kDa i kodiran je polB genom. DNK Pol II može da sintetiše nove DNK baze sa prosečnom brzinom od 40 do 50 nukleotida/sekundi Vrste kojima nedostaje ovaj gen manifestuju defektivan rast ili replikaciju. Sinteza Pol II se indukuje tokom stacionarne faze ćelijskog rasta. Ti he faza u kojoj dolazi do malo rasta i replikacije DNK. 
Pol II se razlikuje od Pol I po tome što nema 5'->3' eksonukleazno dejstvo, i ne može da koristi dupleksni šablon.